# Cleome cardinalis
Cleome cardinalis är en paradisblomsterväxtart som beskrevs av Dc.. Cleome cardinalis ingår i släktet paradisblomstersläktet, och familjen paradisblomsterväxter. Inga underarter finns listade i Catalogue of Life.